# World Series of Poker 2005

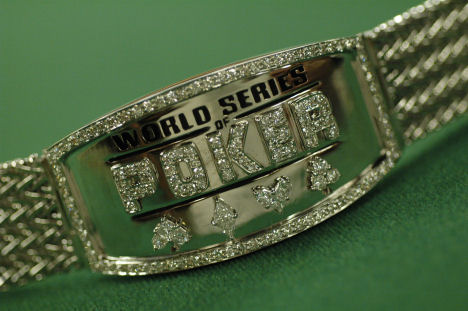
Le bracelet WSOP remis au vainqueur des World Series of Poker 2005

Les World Series of Poker 2005 ont débuté le 2 juin, jusqu'à la fin du Main Event No Limit World Championship qui commence le 7 juin. La conclusion du Main Event le 15 juin marque la fin de World Series, et le vainqueur a remporté la plus grosse récompense dans un sport ou d'un jeu télévisé de l'histoire avec 7,500 000 $ (record battu depuis). La diffusion sur ESPN a commencé le 19 juillet avec la couverture des tournois WSOP, et la couverture du Main Event commença le 11 octobre et finit le 15 novembre.
Tous les tournois ont été joués au Rio All Suite Hotel and Casino à l'exception des deux derniers jours du Main Event qui ont eu lieu au Binion's Horseshoe Casino.

## Events
| Nombres de joueurs | Tournoi                                                 | Vainqueur         | Gain        | Finaliste             |
| ------------------ | ------------------------------------------------------- | ----------------- | ----------- | --------------------- |
| 1                  | 500 $ Casino Employee's No Limit Hold'em                | Andy Nguyen       | 83 390 $    | Danilo Flores         |
| 2                  | 1 500 $ No Limit Hold'em                                | Allen Cunningham  | 725 405 $   | Scott Fischman        |
| 3                  | 1 500 $ Pot Limit Hold'em                               | Thom Werthmann    | 369 535 $   | Layne Flack           |
| 4                  | 1 500 $ Limit Hold-em                                   | Eric Froehlich    | 361 910 $   | Jason Steinhorn       |
| 5                  | 1 500 $ Omaha Hi-Lo Split                               | Pat Poels         | 270 100 $   | John Lukas            |
| 6                  | 2 500 $ Short-Handed No Limit Hold'em                   | Isaac Galazan     | 315 125 $   | Harry Demetriou       |
| 7                  | 1 000 $ No Limit Hold'Em                                | Michael Gracz     | 594,460 $   | C. T. Law             |
| 8                  | 1 500 $ Seven-Card Stud                                 | Cliff Josephy     | 192 150 $   | Kirill Gerasimov      |
| 9                  | 2 000 $ No Limit Hold 'Em                               | Erik Seidel       | 611 795 $   | Cyndy Violette        |
| 10                 | 2 000 $ Limit Hold'em                                   | Reza Payvar       | 303 610 $   | Toto Leonidas         |
| 11                 | 2 000 $ Pot Limit Hold'Em                               | Edward Moncada    | 298 070 $   | Steven Hudak          |
| 12                 | 2 000 $ Pot Limit Omaha                                 | Josh Arieh        | 381 600 $   | Chris Ferguson        |
| 13                 | 5 000 $ No Limit Hold'Em                                | T. J. Cloutier    | 657 100 $   | Steve Zoine           |
| 14                 | 1 000 $ Seven Card Stud Hi-Lo Split                     | Steve Hohn        | 156 985 $   | Mike Wattel           |
| 15                 | 1 500 $ Limit Hold' Em Shootout                         | Mark Seif         | 181 330 $   | William Shaw          |
| 16                 | 1 500 $ No-Limit Hold'em Shootout                       | Anthony Reategui  | 269 100 $   | Paul Kroh             |
| 17                 | 2 500 $ Limit Hold 'Em                                  | Quinn Do          | 265 975 $   | Qi Chi Chang          |
| 18                 | 1 500 $ Pot Limit Omaha                                 | Barry Greenstein  | 128 505 $   | Paul Vinci            |
| 19                 | 2 000 $ Seven-Card Stud Hi-Lo Split                     | Denis Ethier      | 160,682 $   | Chad Brown            |
| 20                 | 5 000 $ Pot Limit Hold 'Em                              | Brian Wilson      | 370 685 $   | John Gale             |
| 21                 | 2 500 $ Omaha Hi-Lo Split                               | Todd Brunson      | 255 945 $   | Allen Kessler         |
| 22                 | 1 500 $ No Limit Hold'em                                | Mark Seif         | 611 145 $   | Minh Nguyen           |
| 23                 | 5 000 $ Seven-Card Stud                                 | Jan Vang Sørensen | 293 275 $   | Keith Sexton          |
| 24                 | 2 500 $ No Limit Hold'em                                | Farzad Bonyadi    | 594 960 $   | Lars Bonding          |
| 25                 | 2 500 $ Pot Limit Hold'Em                               | Johnny Chan       | 303 025 $   | Phil Laak             |
| 26                 | 5 000 $ Pot Limit Omaha                                 | Phil Ivey         | 635 603 $   | Robert Williamson III |
| 27                 | 1 000 $ Ladies' No Limit Hold'em                        | Jennifer Tilly    | 158 335 $   | Anh Le                |
| 28                 | 5 000 $ Limit Hold'em                                   | Dan Schmiech      | 404 585 $   | Gabe Kaplan           |
| 29                 | 2 000 $ No Limit Hold 'Em                               | Lawrence Gosney   | 483 195 $   | Jarl Lindholt         |
| 30                 | 1 500 $ Seven-Card Razz                                 | O'Neil Longson    | 125 690 $   | Bruno Fitoussi        |
| 31                 | 5 000 $ Short-Handed No Limit Hold'em                   | Doyle Brunson     | 367 800 $   | Minh Ly               |
| 32                 | 5 000 $ Omaha Hi-Lo Split                               | David Chiu        | 347 410 $   | Russell Salzer        |
| 33                 | 3 000 $ No Limit Hold'em                                | Andre Boyer       | 682 810 $   | Matthew Glantz        |
| 34                 | 1 000 $ Seniors' No Limit Hold'em                       | Paul McKinney     | 202 725 $   | Robert Hume           |
| 35                 | 10 000 $ Pot Limit Omaha                                | Rafi Amit         | 511 835 $   | Vinny Vinh            |
| 36                 | 3 000 $ Limit Hold'em                                   | Todd Witteles     | 347 385 $   | Daryl Mixan           |
| 37                 | 1 000 $ No Limit Hold'em                                | Jiang Chen        | 611 015 $   | Paul Deng             |
| 38                 | 1 000 $ Main Event Satellite                            |                   |             |                       |
| 39                 | 5 000 $ No Limit 2 to 7 Draw Lowball                    | David Grey        | 365 135 $   | John Hennigan         |
| 40                 | 1 000 $ Main Event Satellite                            |                   |             |                       |
| 41                 | Media/Celebrity Charity Event                           | Randy Boman       | 10 000 $    | Jake Witcher          |
| 42                 | 10 000 $ World Championship No Limit Hold'em Main Event | Joe Hachem        | 7 500 000 $ | Steve Dannenmann      |
| 43                 | 1 500 $ No Limit Hold'em                                | Ron Kirk          | 321 520 $   | Adam White            |
| 44                 | 1 000 $ No Limit Hold'em                                | John Pires        | 220 935 $   | Eli Balas             |
| 45                 | 1 000 $ No Limit Hold'em                                | Willie Tann       | 188 335 $   | Matthew Smith         |

## Main Event
Ils étaient 5 619 participants au Main Event. Chacun d'entre eux paya 10 000 $ pour participer, ce qui en fera le plus gros tournoi jamais organisé dans un casino physique.  
Nombre d'entre eux ont gagné leur place par le biais de tournois de poker sur internet.

### Table finale
| Place | Nom              | Gain        |
| ----- | ---------------- | ----------- |
| 1er   | Joe Hachem       | 7 500 000 $ |
| 2e    | Steve Dannenmann | 4 250 000 $ |
| 3e    | John Barch       | 2 500 000 $ |
| 4e    | Aaron Kanter     | 2 000 000 $ |
| 5e    | Andrew Black     | 1 750 000 $ |
| 6e    | Scott Lazar      | 1 500 000 $ |
| 7e    | Daniel Bergsdorf | 1 300 000 $ |
| 8e    | Brad Kondracki   | 1 150 000 $ |
| 9e    | Mike Matusow     | 1 000 000 $ |

### Autres performances
| Place | Nom                | Gain      |
| ----- | ------------------ | --------- |
| 11e   | Shawn Sheikhan     | 600 000 $ |
| 15e   | Tiffany Williamson | 400 000 $ |
| 19e   | Minh Ly            | 304 680 $ |
| 20e   | Phil Ivey          | 304 680 $ |
| 22e   | Tom Vu             | 304 680 $ |
| 25e   | Greg Raymer        | 304 680 $ |

### Performance des anciens vainqueurs
- Day 1: Jim Bechtel, Doyle Brunson, Johnny Chan, Chris Ferguson, Phil Hellmuth, Tom McEvoy, Carlos Mortensen, Scotty Nguyen, Robert Varkonyi
- Day 2: Dan Harrington, Chris Moneymaker, Huck Seed
- Day 3: (aucun)
- Day 4: Russ Hamilton
- Day 5: (aucun)
- Day 6: Greg Raymer

### Anecdotes
- 5 661 joueurs étaient enregistrés, seulement 5619 ont joué
- 1 116 joueurs se sont qualifiés via PokerStars
- 10 qualifiés sur internet n'ont pas été autorisés à jouer parce qu'ils étaient trop jeunes
- 2 qualifiés sur internet sont morts avant le début du tournoi
- Mike Matusow a été pénalisé minuted pour utilisations de mots obsènes
- Tamao Sato a gagné son entrée dans une émission de jeu japonaise
- Les célébrités présentes furent : Shannon Elizabeth, Brad Garrett, Stephen Hendry, Oliver Hudson, Tobey Maguire, Rocco Mediate, Mimi Rogers, Shannon Sharpe, Jennifer Tilly, Wil Wheaton and James Woods
- Greg Raymer est devenu le premier champion en titre à passer le jour 2 du Main Event depuis le vainqueur des World Series of Poker 1999 Noel Furlong
- Stefanie Ungar, la fille de Stu Ungar, lança le tournoi en criant "Shuffle up and Deal!".